# Brian Clark
Brian Robert Clark (Bournemouth, 1932. június 3. – 2021. november 16.) brit dráma- és forgatókönyvíró, aki leginkább a Kinek az élete? című darabjáról ismert, amelyet később forgatókönyvvé alakított át.

## Korai évei
Clark 1932. június 3-án született Bristolban, az Egyesült Királyságban, egy kovácsmester fiaként.
A Bristol Gimnáziumba járt, de 16 évesen otthagyta, majd a Nottinghami Egyetemen tanult. Maggie volt az első felesége, akivel két fiukat nevelték fel.

## Pályája
Clark középiskolákban, főiskolákon és egyetemeken tanított, és 1968 és 1972 között a Hulli Egyetem drámai tanszékének tagja volt.
1970-ben eladta a Gumi? című televíziós produkciót, majd pár év után színpadra adaptálta a forgatókönyvet. Az átdolgozott változat 1978-ban elnyerte a Society of West End Theaters díját. Még abban az évben elvitte a darabot az Egyesült Államokba, először a washingtoni Folgerbe, majd a következő évben debütált a Broadway-en.  1975-ben megírta Whose Life is it Anyway című darabot, amely az asszisztált öngyilkosság témáját járja körül. Clark ezt követően adaptálta a darabot egy 1981-ben bemutatott filmbe. Egyéb televíziós darabokat is írt, köztük az Easy Go-t, az Operation Magic Carpet-t, a The Saturday Party-t és a The Country Party-t. Ő írta az All Creatures Great and Small (1978) első epizódját. Telford's Change (1979) című televíziós sorozat a egy nemzetközi bankárról szól, aki fiókvezetői leépítést végez, a központi szerepet Peter Barkworth játssza.
Clark megírta a Theater Arts Books gondozásában 1971-ben megjelent Group Theatre-t is, amelyben összefoglalta a csoportszínházi mozgalmat, és felvázolta a csoportszínház három megközelítését. Ő volt az Amber Press Publishers alapítója is. Clark később Brightonban élt második feleségével, egy íróval és terapeutával. Aorta aneurizma következtében halt meg 2021. november 16-án, 89 évesen. 

## Díjak és jelölések
- 1978-as Society of West End Theaters-díj a „ Kinek az élete egyébként? '' [6]
- 1979-es válogatás, A Burns Mantle Színház Évkönyve, 1978–1979 legjobb darabjai a Kinek az élete egyébként? '' [6]
- 1979-es Tony-díjra jelölt, legjobb darab a Kinek az élete egyébként? '' [7]

## Fordítás
- Ez a szócikk részben vagy egészben  a   Brian Clark (writer) című angol Wikipédia-szócikk ezen változatának fordításán alapul.  Az eredeti cikk szerkesztőit annak laptörténete sorolja fel. Ez a jelzés csupán a megfogalmazás eredetét és a szerzői jogokat jelzi, nem szolgál a cikkben szereplő információk forrásmegjelöléseként.